# Muzeum Rekordów i Osobliwości
Muzeum Rekordów i Osobliwości – instytucja w Rabce-Zdroju na terenie Rodzinnego Parku Rozrywki „Rabkoland”.

## Historia
Powstanie muzeum wiąże się z działalnością Towarzystwa Kontroli Rekordów Niecodziennych powstałego na terenie Rabkolandu 9 września 1999 roku. Towarzystwo zbierało nie tylko informacje o niecodziennych rekordach i osobliwościach, ale gromadziło również eksponaty. W związku z tym Eugeniusz Wiecha, pomysłodawca Towarzystwa a zarazem szef rodzinnej firmy „Rabkoland”, wraz z Witoldem Gunią, zaprojektował drewniany budynek z przeznaczeniem na Muzeum Rekordów i Osobliwości. Muzeum stało się własnością Towarzystwa. Uroczyste otwarcie miało miejsce 4 sierpnia 2001 roku. Pierwsze eksponaty były dziełami Zbigniewa Różanka z Pleszewa i Edmunda Kryzy z Radomia. Obaj zostali zamieszczeni również w Księdze rekordów Guinnessa. Na placu przed muzeum stanął olbrzymi kocioł, w którym to w lutym 2001 Maciej Kuroń ugotował swoją rekordową zupę pomidorową. Znalazło się tam również największe polskie jajo wielkanocne pochodzące z Rabki.

## Ekspozycja muzealna

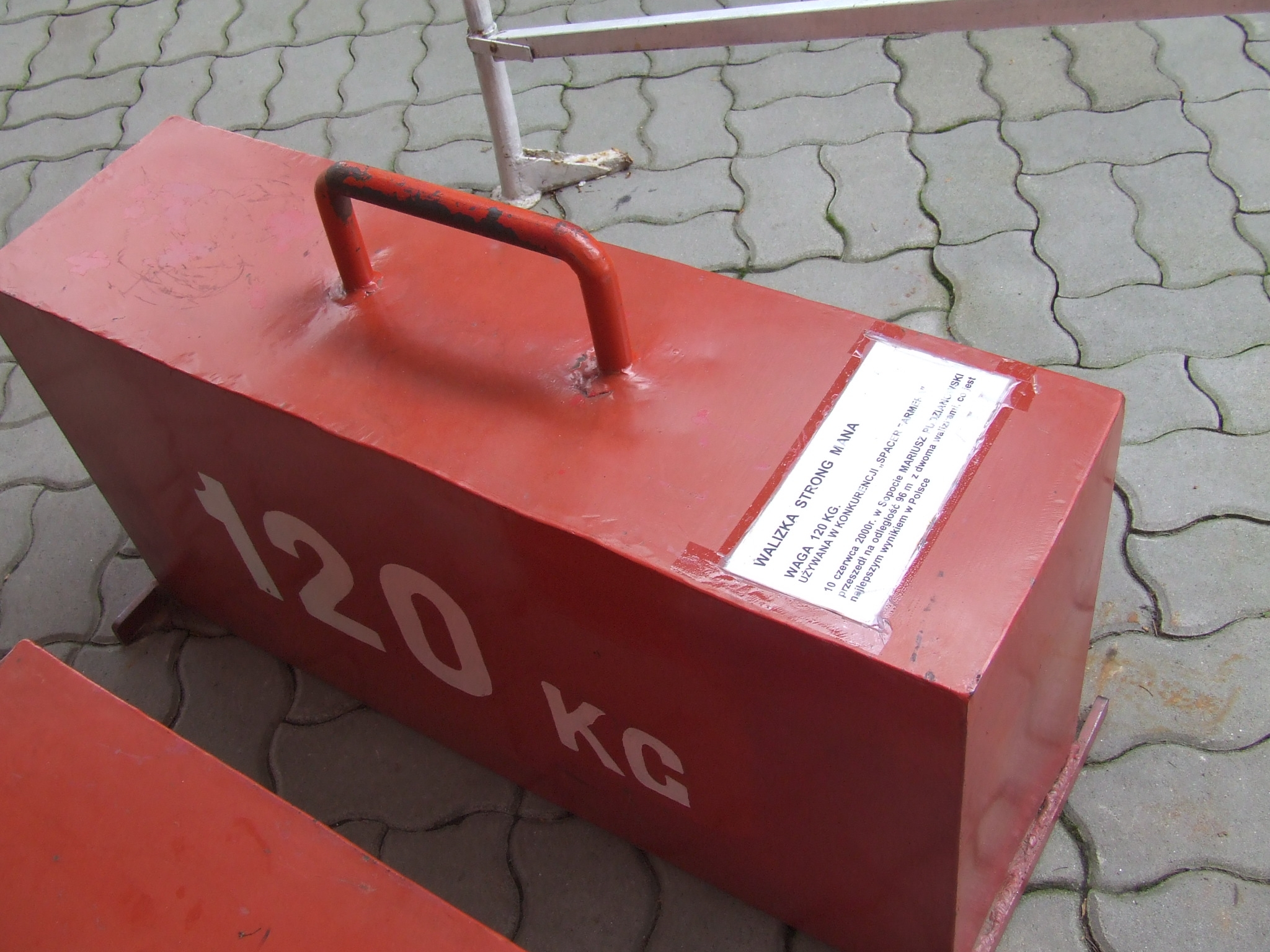
walizka strongmana Mariusza Pudzianowskiego

Wśród eksponatów muzealnych znajdują się m.in.:
- największe na świecie piszące wieczne pióro (dł. 222 cm, waga 3,3 kg) i długopis (dł. 250 cm, waga z tuszem 100 kg)
- najmniejszy rowerek świata, na którym można jechać (koło przednie o średnicy 11 mm)
- największy mikrofon (długość 220 cm)
- największy damski but na wysokim obcasie (dł. 184 cm)
- buty używane bez przerwy przez 40 lat
- najstarsza zachowana w Polsce kula bilardowa z 1840 roku
- filiżanka na 26 tys. szklanek herbaty
- najdłuższy list do wydawcy (30 000 słów)
- największa bombka na choinkę (średnica 33 cm, obwód 1 m).

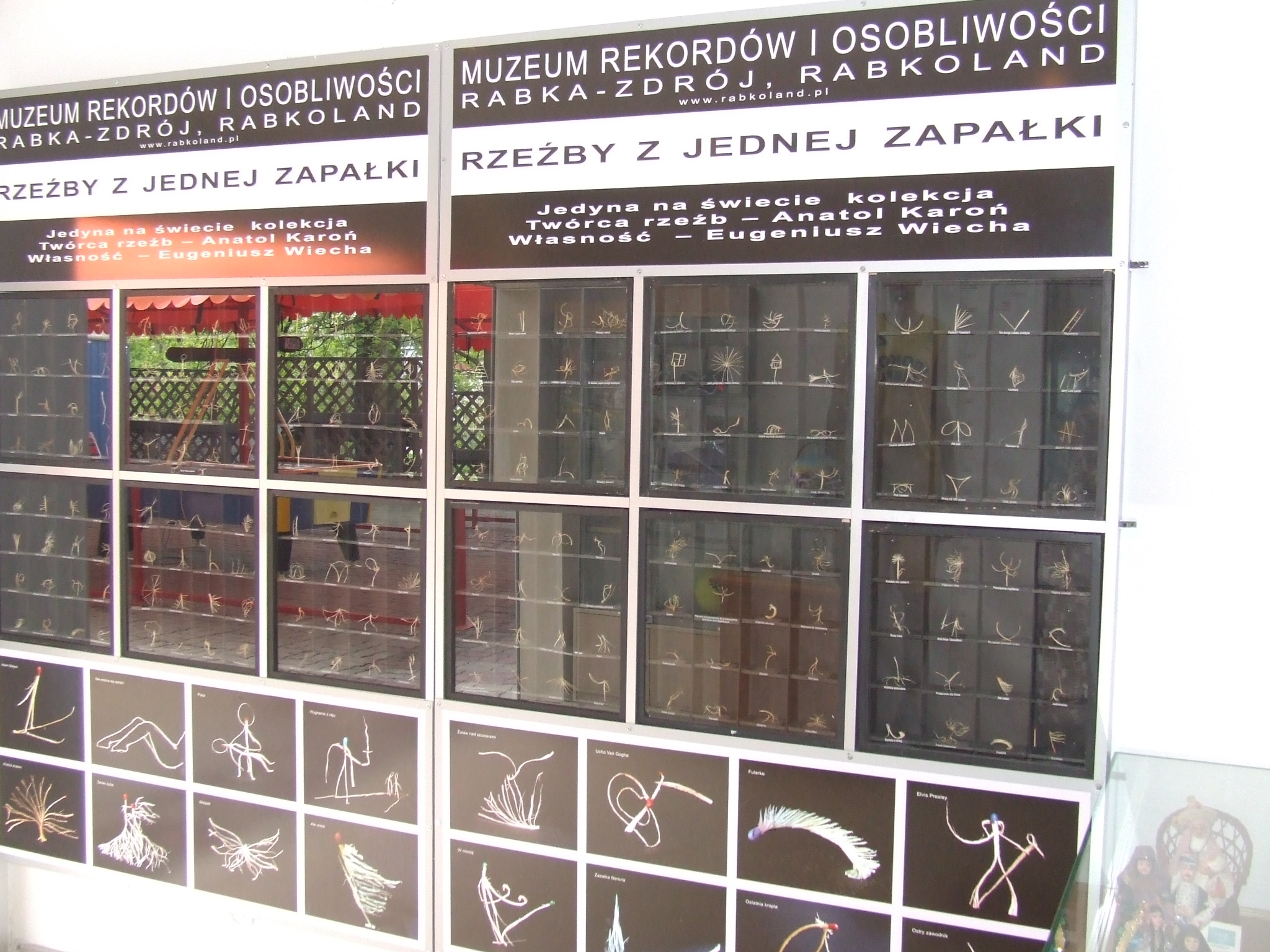
Rzeźby z jednej zapałki

Muzeum prezentuje też co roku największe kolekcje różnego rodzaju, należą do nich:
- rekordowa kolekcja „dziadków do orzechów” składająca się z 327 eksponatów pochodzących od połowy XIX w. do czasów współczesnych
- unikatowa na skalę światową kolekcja „Rzeźba w jednej zapałce”, na którą składają się 192 rzeźby
- największa kolekcja lalek (w strojach historycznych i ludowych z całego świata), licząca 1591 sztuk.